# André Marchal
André Marchal (* 6. Februar 1894 in Paris, Frankreich; † 27. August 1980 in Saint-Jean-de-Luz, Frankreich) war ein französischer Organist und Musikpädagoge.

## Biografie

### Ausbildung
André Marchal wurde 1894 als Sohn des Ingenieurs Eugène Marchal in Paris geboren und war von Geburt an blind. Er wurde 1903 mit 9 Jahren Schüler des Nationalen Instituts für junge Blinde (Institut National des Jeunes Aveugles). In umfassender und systematischer musikalischer Bildung wurde dort die besondere Musik-Affinität gefördert, welche blinde Menschen entwickeln können. Er studierte dort bei Adolphe Marty (Orgel) und Albert Mahaut (Harmonielehre/Tonsatz). Mit 15 Jahren besuchte er zusammen mit seinem Vater ein Orgelkonzert von Charles-Marie Widor in St. Sulpice. Er erwähnte dies später als ein wichtiges persönliches „Schlüssel-Erlebnis“.
Im Jahre 1911 wurde er für ein Aufbaustudium am Pariser Konservatorium in die Orgelklasse von Eugène Gigout aufgenommen. Er beendete das Studium 1913 mit einem hervorragenden „ersten Preis für Orgel und Improvisation“. Ebenso schloss er ein Kompositionsstudium bei Caussade 1917 mit einem Preis ab (Kontrapunkt und Fuge).

### Orgel-Künstler und Pädagoge
Als konzertierender Organist trat Marchal als universell begabter Künstler in Erscheinung und erreichte schnell hohen Bekanntheitsgrad. Er war sowohl ein souveräner Orgelliteratur-Interpret als auch ein begnadeter Orgel-Improvisator. An der Kirche St-Augustin (Paris) wirkte er als Orgel-Assistent von Professor Gigout, danach wurde er Titularorganist an den bedeutenden Pfarrkirchen Saint-Germain-des-Prés (1915–1945) und Saint-Eustache (1945–1963) in Paris. Seine Amtszeit an St. Eustache endete abrupt, als die Stadt Paris eine fällige Orgelreparatur einer anderen Orgelbaufirma als der von Marchal gewünschten Firma Gonzales übertrug. Marchal quittierte dies mit seiner sofortigen Kündigung.
1919 wurde er selbst ein Orgellehrer für Blinde an seiner ehemaligen Schulstätte Institut National des Jeunes Aveugles.
Bis 1959 war er dort an der Ausbildung vieler talentierter Musiker beteiligt.

### Ehrungen
André Marchal wurde für seine Leistungen als Orgelvirtuose und Musikpädagoge 1960 mit einem Orden der Ehrenlegion bedacht (Officier de la Légion d’honneur), und 1965 mit einer Auszeichnung für Kunst und Literatur (Officier des Arts et Lettres).